# Villa Tulumaya
Villa Tulumaya é uma cidade da Argentina, localizada na província de Mendoza